# Plaćanje po pregledu
Plaćanje po pregledu (eng. pay-per-view, PPV) je pretplatnička usluga internetskog medijskog videosadržaja koja gledateljima pruža premijerno direktan prijenos vrhunskih svjetskih športskih priredbi.
Događaji distribuirani putem PPV-a obično uključuju borbene športske događaje poput boksa i mješovitih borilačkih vještina (usredotočeni prvenstveno na borce koje uključuju jednu ili više značajnih borbi za naslov), športsku zabavu poput profesionalnog hrvanja i koncerte. U prošlosti je PPV često korišten za distribuciju emisija dugometražnih filmova poput filmova za odrasle, ali porast digitalnog kablovskog i mrežnostrujnog medija omogućio je korištenje i videa na zahtjev (koji gledateljima omogućuje kupnju i pregledavanje unaprijed snimljenog videosadržaja u bilo kojem trenutku, npr. filmovi, televizijske serije, itd.), a PPV je prvenstveno ograničen na velike događaje koji se emitiraju uživo.